# Charles Francis Potter
El Dr. Charles Francis Potter (28 de octubre de 1885 – 4 de octubre de 1962) fue un ministro unitario de los Estados Unidos, teólogo y autor.
En 1923 y 1924, se dio a conocer a nivel nacional a través de una serie de debates con John Roach Straton, un cristiano fundamentalista. Los temas que el Potter llama "parte de una crisis en la teología," eran la infalibilidad de la Biblia, la evolución, el nacimiento virginal, la divinidad de Cristo, y la segunda venida.

## Educación
Nació en Marlborough, Massachusetts, en donde su padre era un trabajador en la fábrica de zapatos. Recibió su educación en la Universidad Bucknell, la Universidad Brown y la Newton Theological Institution.
Potter inició su carrera como un ministro bautista. Renunció a su puesto en 1925, ya que, según explicó, incluso un púlpito liberal no le dio toda la libertad necesaria de expresión. Al año siguiente fue profesor de religión comparada en Antioch College.

## Obras
- The Preacher and I his autobiography, publicada en in 1951.
- The Story of Religion
- What is Humanism?
- Humanism a New Religion
- Humanizing Religion
- Technique of Happiness
- Beyond the Senses
- A Treasury of American Folk Wit and Humor
- Books Jesus Loved
- The Lost Years of Jesus Revealed
- The Great Religious Leaders
- Creative Personality
- Is That in the Bible?